# Paya Kameng
Paya Kameng is een bestuurslaag in het regentschap Aceh Besar van de provincie Atjeh, Indonesië. Paya Kameng telt 419 inwoners (volkstelling 2010).